# غيسن فورتي سيكسرز
غيسن فورتي سيكسرز (بالألمانية: Gießen 46ers) هو فريق كرة سلة ألماني للمحترفين تأسس في سنة 1937 يقع مقره في غيسن. ينافس في الدوري الألماني لكرة السلة.

## الإنجازات
- الدوري الألماني لكرة السلة

الفوز: 1965، 1967، 1968، 1975، 1978

## أبرز اللاعبين
من أبرز اللاعبين الذين لعبوا معه:
- أنطون جافل
- تشاك إيدسون
- هيكو شافارتزيك
- هينينغ هارنيش

## وصلات خارجية
- الموقع الرسمي